# Кузнецова, Валентина Михайловна
Валентина Михайловна Кузнецова (21 января 1937, Москва — 3 сентября 2010) — российская путешественница, полярница, лыжница (Мастер спорта СССР), радиоинженер. Организатор и руководитель единственной в мире исключительно женской полярной экспедиционной группы, осуществившей 19 автономных арктических экспедиций, в том числе три антарктических.

## Биография
Валентина Кузнецова родилась 21 января 1937 года в Москве. В 1941 году отец был призван на фронт. Мать с двумя детьми выехала на родину — село в Курской области, где пережили оккупацию. После войны семья родителей распалась. Валентину вернул в Москву отец. Училась в школе. Увлеклась лыжами, занимаясь в Московском доме пионеров. Выиграла чемпионат страны среди юниоров.
В 1951 году поступила в Московский архитектурно-строительный техникум. В 1955 году его окончила. По распределению два года работала техником-архитектором в Гипропищепроме. Как успешная лыжница 1-го разряда многократно выступала на первенствах Москвы в составе спортобщества «Пищевик».
В 1956 году поступила на вечернее отделение радиофакультета в Московский авиационный институт, и уволилась из Гипропищепрома. При содействии кафедры физкультуры и спорта в МАИ в 1957 году была переведена на дневное отделение того же факультета. Будучи студенткой МАИ, многократно и успешно выступала в составе сборной команды института в лыжных первенствах в составе спортивного общества «Наука».
В 1958 году вышла замуж, в 1961 год родила дочь Ирину, восстановившись как квалифицированная лыжница — кандидат в мастера спорта. Вновь добилась высоких спортивных результатов, стала мастером спорта. Была приглашена в сборную страны, и там тренировалась совместно с нашей многократной чемпионкой Алевтиной Колчиной.
В 1962 году она окончила МАИ и по распределению работала радиоинженером в НИИ Радиоприборостроения (НИИРП). Получила самостоятельную тему и успешно её вела.
В 1966 году организовала женскую лыжную команду «Метелица». До 2010 года оставалась бессменным капитаном команды и президентом Международной общественной организации «Международный полярный экспедиционно-спортивный центр „Метелица“».
С 1966 по 2010 годы под руководством Валентины Кузнецовой подготовлено и проведено 19 автономных арктических экспедиций, в том числе, 3 антарктические, 4 автопробега по странам Скандинавии и Северной Европы.
3 сентября 2010 года Валентина Михайловна скончалась в ходе скоротечной болезни. Похоронена на Востряковском кладбище.
В 2011 году вышла книга Валентины Михайловны Кузнецовой, написанная в соавторстве с Ириной Соловьевой, «„Метелица“ у полюсов Земли».